# Стэнилоаэ, Думитру
Думи́тру Стэнилоа́э (рум. Dumitru Stăniloae; 16 ноября 1903, село Владени (ныне жудец Брашов) — 5 октября 1993, Бухарест) — протоиерей Румынской православной церкви, румынский богослов, педагог, профессор, переводчик, духовный писатель и журналист. Член-корреспондент Румынской академии (1990), действительный член Румынской академии (1991).
Один из наиболее уважаемых христианских богословов второй половины XX века. Пользовался непревзойдённым авторитетом на родине и за рубежом и именовался «патриархом румынского богословия».

## Биография
С 1917 года обучался в конфессиональном гуманитарном лицее Андрея Шагуны. В 1922 г. — в Черновицком университете. Разочарованный качеством учебных пособий и методов преподавания, спустя год покинул университет. В 1923—1924 годах посещал курсы лекций на филологическом факультете Бухарестского университета. В 1927 году Д. Станилоэ окончил Черновицкий университет. Его выпускная работа была посвящена вопросу крещения детей.
После окончания аспирантуры в Афинах в 1928 г. Станилоэ защитил диссертацию в университете Черновцов на тему «Жизнь и труды Досифея Иерусалимского и его связи с румынскими властями». После защиты диссертации митрополичий центр в Сибиу предложил ему помощь для научных занятий в области византологии и догматики.
Станилоэ продолжил обучение в Мюнхене, где слушал лекции профессора Августа Гейзенберга. В 1929 году совершил поездки в Берлин и Париж для изучения работ святителя Григория Паламы в оригинале.
В 1931 году рукоположен в сан диакон, в 1932 году стал священником, в 1940 году — благочинным.
С начала 1934 г. Станилоэ был директором газеты «Telegraful Român» («Румынский телеграф»), а с 1936 до 1946 года — ректором Богословской академии в Сибиу. В 1947 году он перешёл на факультет теологии Бухарестского университета и возглавил кафедру эстетики и мистики. В 1949 году кафедра мистики была упразднена. Станилоэ продолжил преподавание в качестве профессора догматического богословия.
В 1958 г. члены группы «Неопалимая купина», требовавшие вывода советской армии из Румынии, к которой принадлежал Станилоэ, были арестованы и заключены в тюрьму. В 1961 г. Станилоэ подвергся новому уголовному преследованию, и в марте 1962 года снова был посажен в тюрьму.
В 1963 г., после освобождения из тюрьмы, стал работать в Священном Синоде Румынской Православной Церкви, а с октября вернулся к преподаванию.
В 1969 году читал лекции в Оксфордском университете, в 1982 года выступал с лекциями в Нью-Йорке, Бостоне, Детройте, Чикаго и Вашингтоне.

## Труды
На протяжении более 45 лет Думитру Станилоэ работал над полным румынским переводом «Добротолюбия» (греч. «Филокали́я»), в чём ему способствовал его ученик, монах Арсений (Бока). Первые четыре тома были изданы в 1947—1948 годах в Сибиу ограниченным и потому быстро раскупленным тиражом, и переводчик дал свое согласие издательству «Harisma» (Харизма) на второе издание из двенадцати томов. Главный труд Станилоэ — «Православное догматическое богословие» (1978).
Автор комментариев на ранних христианских мыслителей, таких как Григорий Нисский, Максим Исповедник и Афанасий Великий.

### Избранные сочинения
- Католицизм после войны, Сибиу, 1932
- Жизнь и учение Григория Паламы, Сибиу, 1938
- Православие и румынизм, Сибиу, 1939
- Иисус Христос или восстановление человека, Сибиу, 1943
- Добротолюбие (перевод) в 9 томах
- Униатство в Трансильвании, попытка разделить румынский народ, Бухарест, 1973
- Договор православного догматического богословия, Бухарест, 1978
- Dieu Est Amour, Женева, 1980
- Богословие и церковь, Нью-Йорк, 1980
- Молитва, свобода, святость. Афины, 1980
- Православная духовность, Бухарест, 1981
- Мораль и Православное богословие, 2 тома, Бухарест, 1981
- Святой Григорий Нисский — Сочинения (перевод), Бухарест, 1982
- Orthodoxe Dogmatik, 1985
- Духовность приобщением в православной литургии, Крайова, 1986.
- Вечное лик Бога, Крайова, 1987
- Афанасий Великий — Сочинения (перевод), Бухарест, 1987
- Исследования Православного догматического богословия (Христология святого Максима Исповедника, Человек и Бог, Преподобный Симеон Богослов, Гимны Божьей любви), Крайова, 1991
- Святой Кирилл Александрийский — Сочинения (перевод), Бухарест, 1991

## Награды и признания
- Крест святого Августина Кентерберийского — за заслуги в области христианского богословия (Англия).
- доктор богословия honoris causa университета Аристотеля в Салониках (1976).
- Премия доктора Леопольда Лукаса Тюбингенского университета (1980).
- Доктор honoris causa Свято-Сергиевского богословского института в Париже (1981).
- Доктор богословия honoris causa факультета православного богословия в Белграде (1982).
- Доктор honoris causa Бухарестского университета (1992).
- Решением Синода Румынской Православной Церкви — 2013 год, юбилейный для него (20 лет со дня кончины и 110 лет со дня рождения), был объявлен годом отца Думитру Станилоэ.